# Canton d'Astarac-Gimone
Le canton d'Astarac-Gimone est une circonscription électorale française du département du Gers créée par le décret du 26 février 2014 et entrée en vigueur lors des premières élections départementales suivant la publication du décret.

## Histoire
Un nouveau découpage territorial du Gers entre en vigueur à l'occasion des élections départementales de 2015. Il est défini par le décret du 26 février 2014, en application des lois du 17 mai 2013 (loi organique 2013-402 et loi 2013-403). Les conseillers départementaux sont, à compter de ces élections, élus au scrutin majoritaire binominal mixte. Les électeurs de chaque canton élisent au Conseil départemental, nouvelle appellation du Conseil général, deux membres de sexe différent, qui se présentent en binôme de candidats. Les conseillers départementaux sont élus pour 6 ans au scrutin binominal majoritaire à deux tours, l'accès au second tour nécessitant 12,5 % des inscrits au 1er tour. En outre la totalité des conseillers départementaux est renouvelée. Ce nouveau mode de scrutin nécessite un redécoupage des cantons dont le nombre est divisé par deux avec arrondi à l'unité impaire supérieure si ce nombre n'est pas entier impair, assorti de conditions de seuils minimaux. Dans le Gers, le nombre de cantons passe ainsi de 31 à 17.
Le canton d'Astarac-Gimone est formé de communes des anciens cantons de Masseube (24 communes), de Saramon (16 communes), de Auch-Sud-Est-Seissan (2 communes) et de Lombez (1 commune). Avec ce redécoupage administratif, le territoire du canton s'affranchit des limites d'arrondissements, avec 24 communes incluses dans l'arrondissement de Mirande et 19 dans l'arrondissement de Auch. Le bureau centralisateur est situé à Masseube.

## Représentation
| Période élective | Période élective | Mandat | Mandat   | Identité           | Nuance | Nuance | Qualité |
| ---------------- | ---------------- | ------ | -------- | ------------------ | ------ | ------ | --- |
| 2015             | 2021             | 2015   | 2021     | Françoise Casalé   |        | PS     | Fonctionnaire du Ministère de l'Intérieur, maire de Mont-d'Astarac Ancienne conseillère générale du canton de Masseube 5ème Vice-Présidente du Conseil départemental |
| 2015             | 2021             | 2015   | 2021     | Jean-Pierre Salers |        | PS     | maire de Saramon (2001-2020) Ancien conseiller général du Canton de Saramon 9ème Vice-Président du Conseil départemental                                             |
| 2021             | 2028             | 2021   | en cours | Françoise Casalé   |        | PS     | Maire de Mont-d'Astarac, Vice-Présidente du conseil départemental |
| 2021             | 2028             | 2021   | en cours | Jean-Pierre Salers |        | PS     | Conseiller sortant, Vice-Président du conseil départemental |

### Résultats détaillés

#### Élections de mars 2015
À l'issue du 1er tour des élections départementales de 2015, deux binômes sont en ballottage : Françoise Casalé et Jean-Pierre Salers (PS, 42,4 %) et Christian Duprat et Anne-Aymone Peyrusse (Union de la Droite, 29,65 %). Le taux de participation est de 67,9 % (4 814 votants sur 7 090 inscrits) contre 60,11 % au niveau départemental et 50,17 % au niveau national.
Au second tour, Françoise Casalé et Jean-Pierre Salers (PS) sont élus avec 57,24 % des suffrages exprimés et un taux de participation de 67,37 % (2 537 voix pour 4 778 votants et 7 092 inscrits).

#### Élections de juin 2021
Le premier tour des élections départementales de 2021 est marqué par un très faible taux de participation (33,26 % au niveau national). Dans le canton d'Astarac-Gimone, ce taux de participation est de 47,59 % (3 376 votants sur 7 094 inscrits) contre 44,9 % au niveau départemental. À l'issue de ce premier tour,  le binôme constitué de Françoise Casalé et Jean-Pierre Salers (DVG, 63,5 %), est élu avec 63,5 % des suffrages exprimés,.

## Composition
Le canton d'Astarac-Gimone comprend quarante-trois communes entières.
| Nom                              | Code Insee | Intercommunalité               | Superficie (km2) | Population (dernière pop. légale) | Densité (hab./km2) | Modifier                                    |
| -------------------------------- | ---------- | ------------------------------ | ---------------- | --------------------------------- | ------------------ | ------------------------------------------- |
| Masseube (bureau centralisateur) | 32242      | CC du Val de Gers              | 21,03            | 1 525 (2022)                      | 73                 | modifier les données · modifier les données |
| Arrouède                         | 32010      | CC du Val de Gers              | 6,33             | 86 (2022)                         | 14                 | modifier les données · modifier les données |
| Aujan-Mournède                   | 32015      | CC du Val de Gers              | 8,46             | 90 (2022)                         | 11                 | modifier les données · modifier les données |
| Aurimont                         | 32018      | CC des Coteaux Arrats Gimone   | 8,07             | 215 (2022)                        | 27                 | modifier les données · modifier les données |
| Aussos                           | 32468      | CC du Val de Gers              | 7,86             | 64 (2022)                         | 8,1                | modifier les données · modifier les données |
| Bédéchan                         | 32040      | CC des Coteaux Arrats Gimone   | 7,84             | 133 (2022)                        | 17                 | modifier les données · modifier les données |
| Bellegarde                       | 32041      | CC du Val de Gers              | 14,39            | 159 (2022)                        | 11                 | modifier les données · modifier les données |
| Bézues-Bajon                     | 32053      | CC du Val de Gers              | 12,86            | 185 (2022)                        | 14                 | modifier les données · modifier les données |
| Boulaur                          | 32061      | CC des Coteaux Arrats Gimone   | 9,03             | 179 (2022)                        | 20                 | modifier les données · modifier les données |
| Cap d'Astarac                    | 32365      | CC Val de Gers                 | 31,80            | 480 (2022)                        | 15                 | modifier les données · modifier les données |
| Castelnau-Barbarens              | 32076      | CA Grand Auch Cœur de Gascogne | 42,37            | 579 (2022)                        | 14                 | modifier les données · modifier les données |
| Chélan                           | 32103      | CC du Val de Gers              | 13,49            | 173 (2022)                        | 13                 | modifier les données · modifier les données |
| Cuélas                           | 32114      | CC du Val de Gers              | 6,55             | 125 (2022)                        | 19                 | modifier les données · modifier les données |
| Esclassan-Labastide              | 32122      | CC du Val de Gers              | 11,93            | 345 (2022)                        | 29                 | modifier les données · modifier les données |
| Faget-Abbatial                   | 32130      | CC du Val de Gers              | 17,46            | 215 (2022)                        | 12                 | modifier les données · modifier les données |
| Labarthe                         | 32169      | CC du Val de Gers              | 6,46             | 147 (2022)                        | 23                 | modifier les données · modifier les données |
| Lalanne-Arqué                    | 32185      | CC du Val de Gers              | 11,15            | 149 (2022)                        | 13                 | modifier les données · modifier les données |
| Lamaguère                        | 32186      | CC du Val de Gers              | 6,49             | 80 (2022)                         | 12                 | modifier les données · modifier les données |
| Lartigue                         | 32198      | CC des Coteaux Arrats Gimone   | 14,89            | 196 (2022)                        | 13                 | modifier les données · modifier les données |
| Lourties-Monbrun                 | 32216      | CC du Val de Gers              | 9,50             | 156 (2022)                        | 16                 | modifier les données · modifier les données |
| Manent-Montané                   | 32228      | CC du Val de Gers              | 7,45             | 87 (2022)                         | 12                 | modifier les données · modifier les données |
| Meilhan                          | 32250      | CC du Val de Gers              | 6,82             | 76 (2022)                         | 11                 | modifier les données · modifier les données |
| Moncorneil-Grazan                | 32266      | CC du Val de Gers              | 7,09             | 147 (2022)                        | 21                 | modifier les données · modifier les données |
| Monferran-Plavès                 | 32267      | CC du Val de Gers              | 11,07            | 107 (2022)                        | 9,7                | modifier les données · modifier les données |
| Monlaur-Bernet                   | 32272      | CC du Val de Gers              | 12,21            | 162 (2022)                        | 13                 | modifier les données · modifier les données |
| Mont-d'Astarac                   | 32280      | CC du Val de Gers              | 8,05             | 91 (2022)                         | 11                 | modifier les données · modifier les données |
| Monties                          | 32287      | CC du Val de Gers              | 10,55            | 82 (2022)                         | 7,8                | modifier les données · modifier les données |
| Panassac                         | 32304      | CC du Val de Gers              | 9,17             | 285 (2022)                        | 31                 | modifier les données · modifier les données |
| Ponsan-Soubiran                  | 32324      | CC du Val de Gers              | 6,87             | 73 (2022)                         | 11                 | modifier les données · modifier les données |
| Pouy-Loubrin                     | 32327      | CC du Val de Gers              | 9,64             | 84 (2022)                         | 8,7                | modifier les données · modifier les données |
| Saint-Arroman                    | 32361      | CC du Val de Gers              | 11,97            | 126 (2022)                        | 11                 | modifier les données · modifier les données |
| Saint-Martin-Gimois              | 32392      | CC des Coteaux Arrats Gimone   | 6,68             | 84 (2022)                         | 13                 | modifier les données · modifier les données |
| Samaran                          | 32409      | CC du Val de Gers              | 8,61             | 76 (2022)                         | 8,8                | modifier les données · modifier les données |
| Saramon                          | 32412      | CC des Coteaux Arrats Gimone   | 13,03            | 863 (2022)                        | 66                 | modifier les données · modifier les données |
| Seissan                          | 32426      | CC du Val de Gers              | 18,56            | 1 098 (2022)                      | 59                 | modifier les données · modifier les données |
| Sémézies-Cachan                  | 32428      | CC des Coteaux Arrats Gimone   | 6,95             | 54 (2022)                         | 7,8                | modifier les données · modifier les données |
| Sère                             | 32430      | CC du Val de Gers              | 8,64             | 77 (2022)                         | 8,9                | modifier les données · modifier les données |
| Tachoires                        | 32438      | CC du Val de Gers              | 9,61             | 112 (2022)                        | 12                 | modifier les données · modifier les données |
| Tirent-Pontéjac                  | 32447      | CC des Coteaux Arrats Gimone   | 7,55             | 81 (2022)                         | 11                 | modifier les données · modifier les données |
| Traversères                      | 32454      | CC du Val de Gers              | 10,46            | 71 (2022)                         | 6,8                | modifier les données · modifier les données |
| Canton d'Astarac-Gimone          | 3203       |                                | 458,94           | 9 117 (2022)                      | 20                 | modifier les données                        |

## Démographie
En 2022, le canton comptait 9 117 habitants, en évolution de −1,64 % par rapport à 2016 (Gers : +1,04 %, France hors Mayotte : +2,11 %).
| 2013  | 2018  | 2022  |
| ----- | ----- | ----- |
| 9 244 | 9 249 | 9 117 |